# 46513 Ampzing
46513 Ampzing è un asteroide della fascia principale. Scoperto nel 1972, presenta un'orbita caratterizzata da un semiasse maggiore pari a 1,9108860 UA e da un'eccentricità di 0,0692644, inclinata di 21,99853° rispetto all'eclittica.